# Sigfrid "Sigge" Jacobsson
Sigfrid "Sigge" Jacobsson, född den 4 juni 1883, död 20 juli 1961, var en svensk friidrottare (långdistanslöpning). Han tävlade för först IFK Stockholm och sedan Södermalms IK. 
Han vann det första SM-guldet i maratonlöpning år 1910. Han deltog vid OS 1912 i Stockholm och blev där sexa i maratonloppet.